# Église Saint-Benoît de Reims
Pour les articles homonymes, voir Église Saint-Benoît.
L'église Saint-Benoît, située à Reims, a été bâtie en 1911 dans une architecture type basilical romain.
Dédiée à saint Benoît, elle se trouve 27 rue de Pontgivart à Reims, et dépend pour le culte de l'archidiocèse de Reims.

## Histoire
Une première église est construite comme annexe de l'église Saint-Thomas à Reims. 
Elle fait partie des églises municipalisées au moment de la loi de Séparation.
Une nouvelle église Saint-Benoît est construite par l'entreprise Dubois et Blondet, en 1911, sur les plans de l'architecte de la bibliothèque Carnegie Max Sainsaulieu. 
Son style est inspiré par celui des églises romaines.
Très endommagée, à la suite des bombardements de la Première Guerre mondiale, l'architecte devra la restaurer quelques années plus tard.

## L'orgue

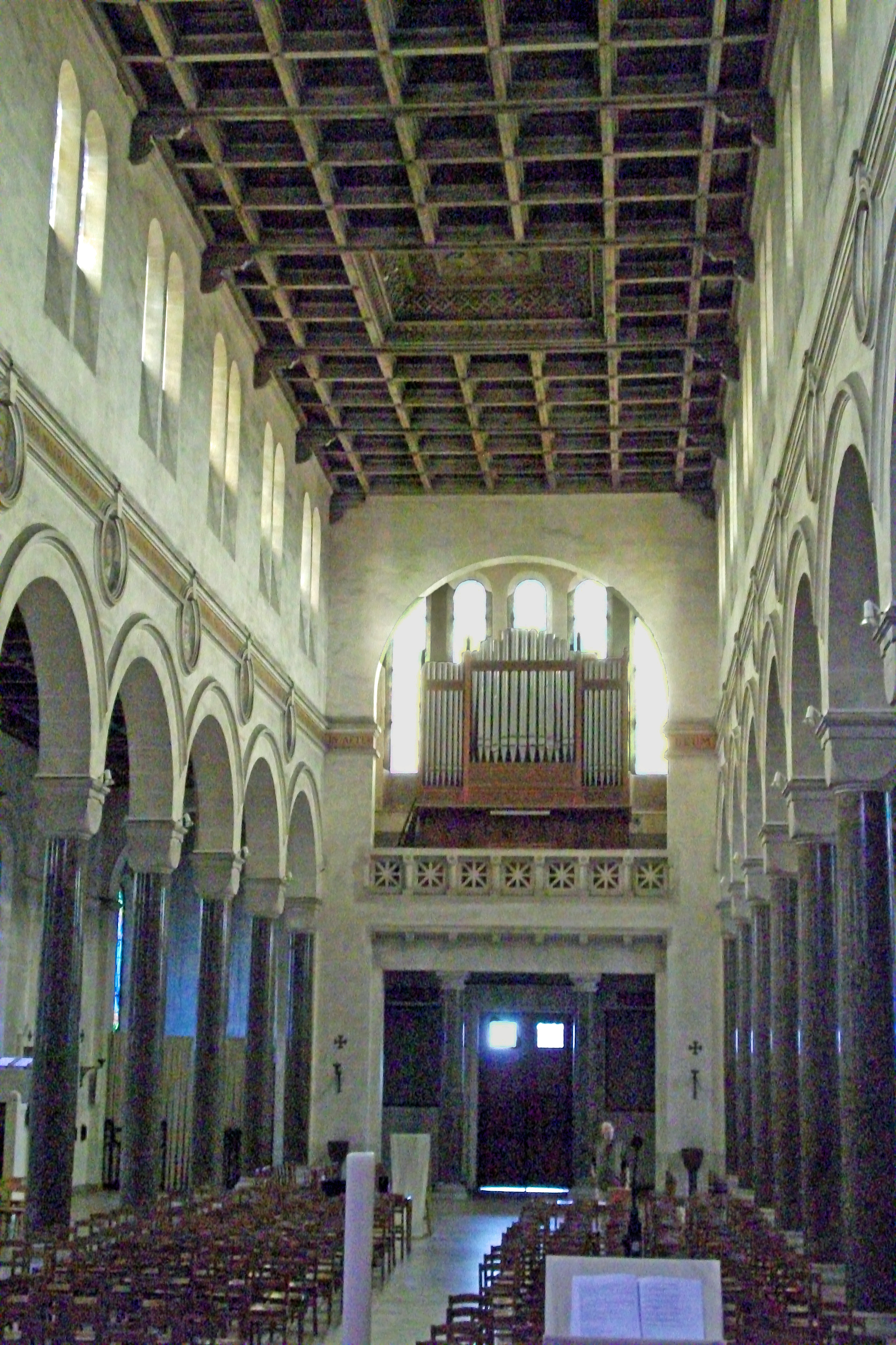
Orgue et voute de l'église Saint-Benoît.

## Intérieur
On peut notamment y découvrir de magnifiques vitraux réalisés par les ateliers Simon et De Troeyer, un intérieur d'inspiration Art déco dessinės également par Max Sainsaulieu.
L'architecture de l'église Saint-Benoît de Reims est de type basilical romain : une nef rectangulaire sans transept surmontée d'un plafond à caissons (qui confère à l'église une acoustique exceptionnelle), à  deux rangées de colonnes, avec trois absides circulaires.
Comme cela est fréquent en Italie, il n'y a pas de clocher surmontant l'église, mais un campanile séparé.
Les saints, dont les reliques sont déposées à Saint-Benoît, sont saint Nicaise, évêque de Reims martyr, et saint Placide, compagnon de saint Benoît. Ces deux saints sont représentés dans les médaillons peints en haut des murs de la nef.
Un magnifique chemin de Croix en cuivre repoussé, œuvre de J.B. Germain, peut être suivi sur les murs.

### Les vitraux
Les vitraux du chœur : Ils sont constitués par trois verrières réalisées par l'ateliers Simon. La verrière centrale représente le Christ en gloire, entouré des quatre évangélistes. Les verrières latérales représentent les apôtres Pierre et Paul.
Les vitraux de la nef : Ils ont été réalisés par l'atelier De Troyer et représentent des saints (saint Georges,...) et des saintes (sainte Thérèse de Lisieux,...), ainsi que des scènes de la vie du Christ.
Les vitraux des chapelles latérales : Ils sont éclairées par des vitraux de l'atelier Simon et De Troyer. Ils représentent des saints et des saintes, ainsi que des scènes de la vie du Christ.

## Curiosité
Elle a une forte ressemblance avec l'une des plus fameuses églises de la capitale italienne, Saint-Paul-hors-les-Murs.

## Galerie d'images

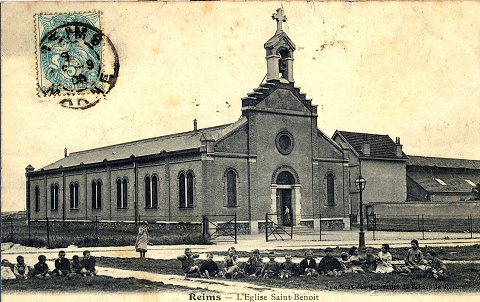
Première église Saint-Benoît.
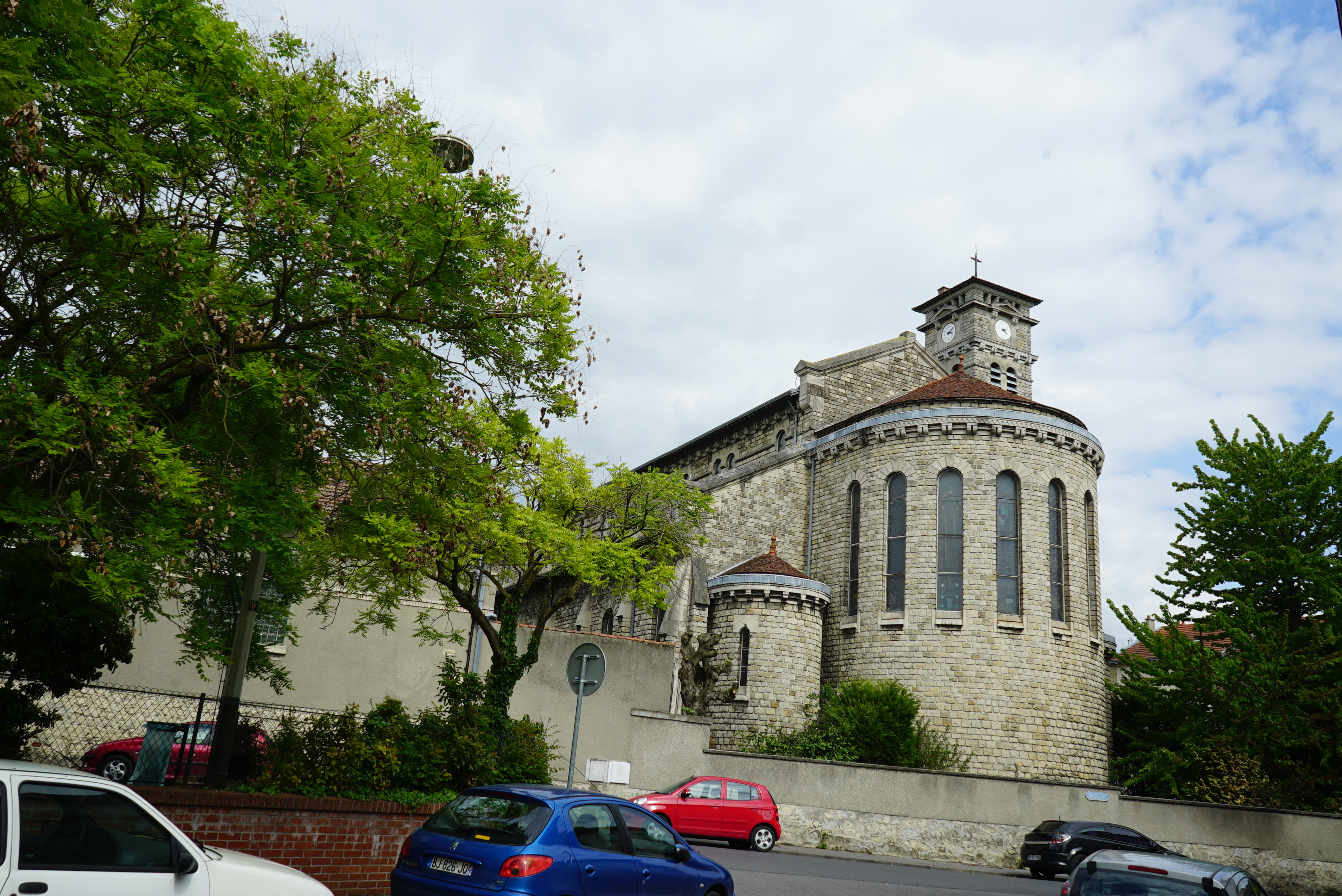
Vue rue Paulin.
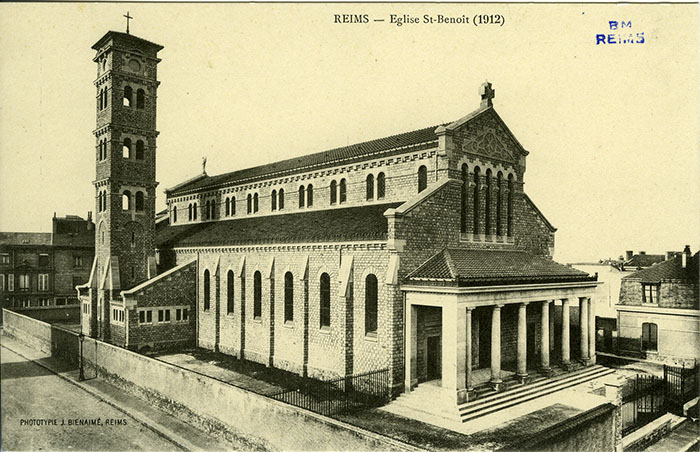
Église Saint-Benoît en 1912.
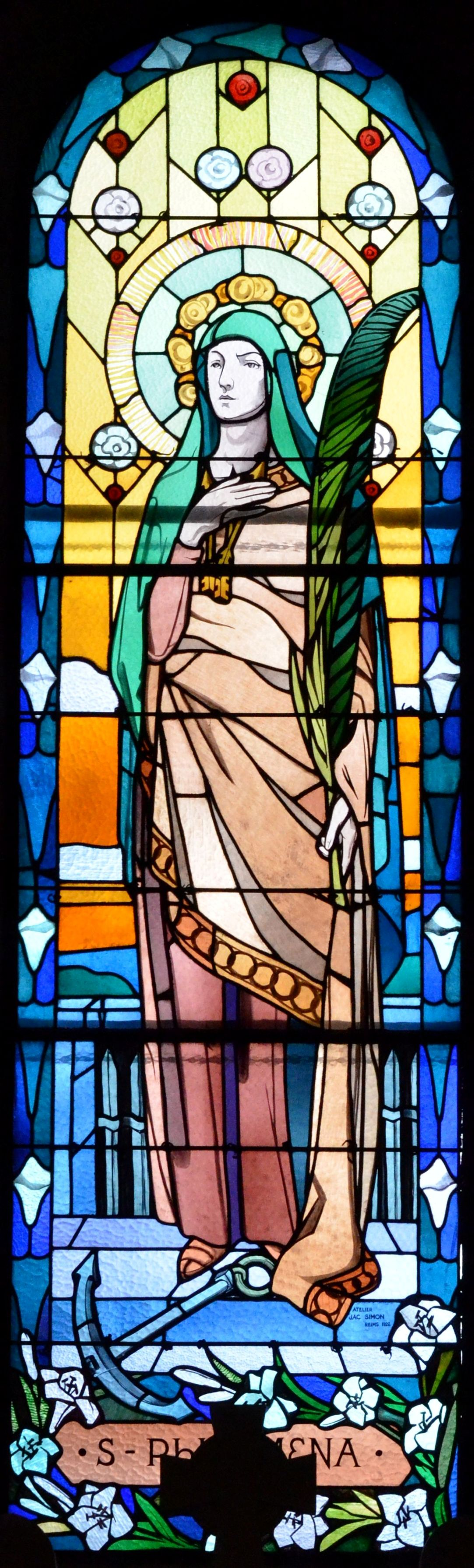
Sainte Philomène des ateliers Jacques Simon (1928).